# Conjunto canónico
O conjunto canónico (português europeu) ou conjunto canônico (português brasileiro) ou ensemble canónico (português europeu) ou ensemble canônico (português brasileiro) em física estatística é um ensemble estatístico que modeliza um sistema físico em contato com um reservatório térmico de temperatura fixa, supondo que o volume e o número de partículas do sistema também são fixos. O ensemble canônico descreve tipicamente um sistema em contato com um reservatório térmico através de uma parede diatérmica, fixa e impermeável, mas sua aplicação transcende os limites da física.
Para um sistema em equilíbrio assumindo valores discretos de energia, com temperatura, número de partículas e volume fixos por reservatórios, a probabilidade {\displaystyle p_{i}} de encontrá-lo num micro-estado particular {\displaystyle p_{i}} é dada por:
{\displaystyle p_{i}={\tfrac {1}{Z}}e^{-{\frac {E_{i}}{kT}}},}
sendo {\displaystyle E_{i}} a energia do microestado {\displaystyle i} e {\displaystyle Z} a  função de partição do sistema, definida por
{\displaystyle Z=\sum _{i}e^{-{\frac {E_{i}}{kT}}}=\sum _{i}e^{-\beta E_{i}}.}
Fora da física, o formalismo canónico é amplamente utilizado, sendo aplicado, por exemplo, para prever teoricamente a distribuição da rendas da observação de Pareto de que as rendas altas se distribuem de acordo com uma lei potencial inversa. A evidência indica que as rendas altas de diversos lugares dos Estados Unidos se encontram em equilíbrio termodinâmico.

## Apresentação física do problema
Imagine-se que se tem um sistema físico em contacto com um banho térmico. Isto quer dizer que está em contacto com uma grande massa a uma temperatura dada, e pelo princípio zero da termodinâmica tenderemos portanto o sistema em equilíbrio termodinâmico com o banho. Nestas condições, a energia não está totalmente determinada, senão que é uma variável aleatória que pode tomar uma série de valores. Desta forma, só podemos falar de probabilidade de que o sistema adopte uma energia determinada em função desta temperatura.

## O fator de Boltzmann
Demonstra-se que a probabilidade de que um sistema a temperatura T esteja numa configuração de energia E é proporcional ao fator de Boltzmann:
{\displaystyle P_{E}={\frac {e^{-E/k_{B}T}}{Z}}}
onde
{\displaystyle P_{E}} é a probabilidade buscada
{\displaystyle E} é a energia cuja probabilidade se está a procura
{\displaystyle k_{B}} é a constante de Boltzmann
{\displaystyle T} é a temperatura.
A constante {\displaystyle Z} não é mais que uma constante de normalização imposta para que a soma das probabilidades de todos os estados seja um. Define-se trivialmente como: 
{\displaystyle Z=\sum _{\nu }e^{-E_{\nu }/k_{B}T}}
onde {\displaystyle \nu } é um índice mudo que recorre todos os estados possíveis do sistema com um número de partículas, volume e temperatura dadas.

## A função de partição canónica
A constante de normalização {\displaystyle Z} recebe o nome de função de partição canónica ou simplesmente de função partição. Esta é uma função matemática da temperatura, em número de partículas e o volume. Pode-se demonstrar a fórmula seguinte, que relaciona a mecânica estatística com a termodinâmica no conjunto canónico:
{\displaystyle F(T,V,N)=-k_{B}T\;\log {Z}}
Esta equação nos dá a energia livre de Helmholtz do sistema (uma variável de estado termodinâmica) em função das suas variáveis naturais, o que supõe um conhecimento termodinâmico exaustivo do sistema. Portanto conhecer a função de partição é resolver o problema estatístico.